# Попова Гребля
Попова Гребля (у 1923-2016 рр. — Червона Гребля) — село в Україні, у Чечельницькій селищній громаді Гайсинського району Вінницької області на південному сході Поділля, розміщене над річкою Савранкою.
Саме село Попова Гребля має форму, подібну до рака, де вулиці Стратіївська, Івашківська, Слобода та Борівка — тулуб, а Левурдянка та Маковеївка — його клешні. Довжина села (по вулицях Борівка та Слобода) становила більше 5 км, ширина (в найширшому місці) — більше 3 км. Гора Савинецька розділяє правобережну частину села на дві частини — західну (Слобода і Левурдянка) та східну (Борівка та Когутівка). Лівобережна ж частина складається також із чотирьох вулиць — Івашківська та Стратіївська, які є ніби продовженням одна одної, Маковеївки, що тягнеться дугою від стику вказаних вулиць у північно-західному напрямку, і Поперечної, що тягнеться від вулиці Івашківської паралельно Маковеївці. Дорога, що зв'язує сусідні райцентри Чечельник та Кодима, має тверде покриття і проходить селом через Левурдянку, центр, Маковеївку. Дорога ж, що зв'язує села Івашкове та Стратіївку, має тверде покриття виключно в районі села. Перехрестя цих доріг носить назву Баня (в 60-70-ті роки тут була сільська баня). Дорога ж через Борівку веде до села-сателіта Новоукраїнка. Центр села розташований в правобережній частині — на стикові Борівки, Левурдянки та Слободи. Там містяться сільська рада, клуб, школа, магазини, церква, і напівзруйнована контора колишнього колгоспу, а також пустирі на місці колгоспних гаражів, майстерень та ферм. Над центром височіє гора Савинецька.

## Населення
Абсолютна більшість населення — українці.
Мешканці села розмовляють подільським говором, який належить до південно-західного наріччя української мови.
Населення на 01.01.2012 року — 1059 чол., у тому числі :
- пенсіонерів — 394 чол.
- дітей дошкільного віку — 66 чол.
- Інвалідів війни — 2 чол.
- Воїнів-інтернаціоналістів — 1 чол.
- Вдів загиблих воїнів — 9 чол.
- Учасників війни — 54 чол.
- Багатодітних сімей — 14, у них виховується 45 дітей.
- Дітей інвалідів — 3 чол.

За 2011 рік народилося 13 дітей, померло 26 чол.

### Мова
Розподіл населення за рідною мовою за даними перепису 2001 року:
| Мова       | Кількість | Відсоток |
| ---------- | --------- | -------- |
| українська | 1303      | 99.54%   |
| російська  | 6         | 0.46%    |
| Усього     | 1309      | 100%     |

## Географія
Територія населеного пункту — 607,7 га, у тому числі :
- сільськогосподарських угідь — 3121,9 га,
- земель запасу — 433,00 га,
- резервний фонд — 293,6 га,
- присадибні ділянки — 446,9 га.

### Розташування і фізична географія
Село розташоване на півдні Камянець-Подільської височини в долині стародавньої річки Горошок. Долина проходить із Заходу на Схід. Ґрунт села в більшості чорнозем.
Село розташоване в перехідній частині лісостепу на півночі, і степу — на півдні, вологих західних вітрів та сухих вітрів сходу.
Місцевість належить до горбистої рівнини. Горбки та їх вершини зайняті лісами. Село межує на Заході із землями с.  Івашкова та с.Бритавка. На Півдні із землями  Кодими та Будеїв. На Сході землі села межують із землями с. Стратіївка. На північному Сході село межує з Анютиним. Кліматичні та природні умови сприятливі для життя людей.

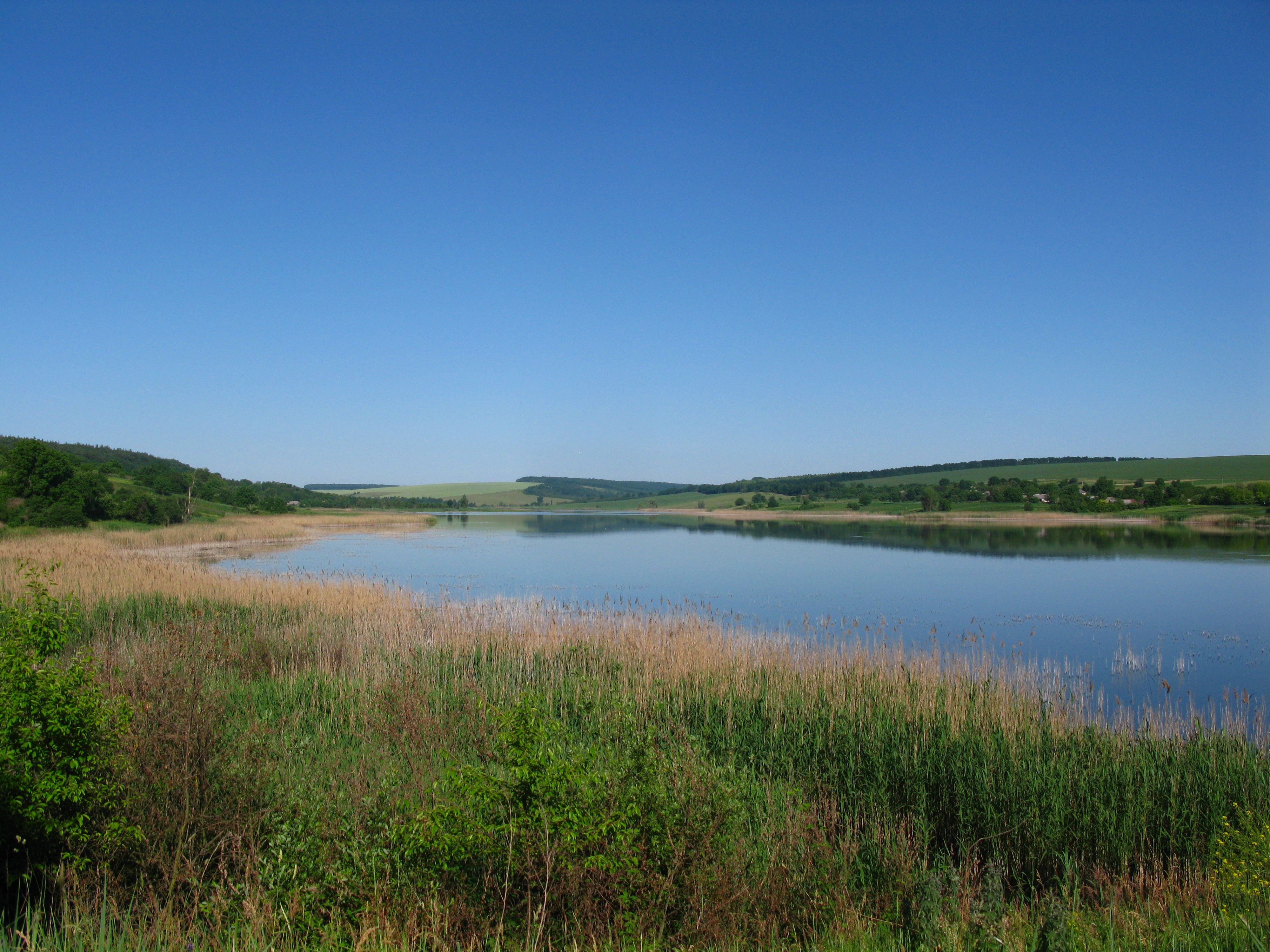
Став

### Водойми
Річка Горошок, притока Савранки (басейн Південного Буга). Долина цієї річки, поросла очеретом (до 60-их років минулого ХХ-го століття), у районі села Попова Гребля досить широка (шириною до 500 метрів) ділить село на дві майже рівні частини — правобережну (південну), та лівобережну (північну). В 60-ті роки долина була осушена шляхом прориття каналів. В подальшому майже в центрі села було насипано дамбу і побудовано став.
Став є один з найбільших ставів в Україні (довжина — до 4 км, ширина — до 1 км) став площею до 116 гектарів.

## Історія
Назви села:
- За переказами спочатку звалось Борівка (жителі були із с. Борівка Ямпільський повіт).
- Перша документально зафіксована згадка датується 1734 роком - село під сучасною назвою згадано в протоколі допиту гайдамаки Василя Тумки, який був у загоні отамана Сави Чалого та брав участь у нападі на Могилів (складено у Київській губернській канцелярії 1735 року).[2]
- У 1766 році парафіяльний список місцевої церкви включав 267 дворів та 1070 душ[3]
- У подимному реєстрі 1775 року Попова Гребля включало 164 «дими».[4]
- З 2 жовтня 1923 р. село зветься Червона Гребля.[5]
- Від 3 червня 2016 року селу повернули назву Попова Гребля.[6]
- 12 червня 2020 року, відповідно розпорядження Кабінету Міністрів України № 707-р «Про визначення адміністративних центрів та затвердження територій територіальних громад Вінницької області», село увійшло до складу Чечельницької селищної громади[7].
- 17 липня 2020 року, в результаті адміністративно-територіальної реформи і ліквідації Чечельницького району, село увійшло до складу Гайсинського району[8].

За адмін. поділом:
- 16 ст. — Брацлавський повіт
- 19 ст. — Ольгопільський повіт
- 20 ст. — Чечельницький район
- 21 ст. — Чечельницька селищна громада

### Вулиці села

#### Вулиця Жовтнева
90 дворів у народі називають Левурдянка. З іншого боку гори Савинецької виникає поселення Левурдянка (від левурда — багаторічна цибулинна рослина).

#### Вулиця Кірова
60 дворів у народі називають Слобода. Понад річкою західніше виникає поселення Слобода (вільні землі).

#### Вулиця Івашківська
85 дворів. Понад річкою тягнуться вулиці Івашківська (на захід в напрямку сусіднього села Івашкове) маленькі вулички у народі називають Поперечні — поперек від Івашківської до Маковеївки

#### Вулиця Першотравнева
67 дворів у народі називають Маковеївка. Маковеївка (на честь першого поселенця Маковея)

#### Вулиця Стратіївська
76 дворів. Понад річкою тягнуться вулиці Стратіївська (на схід в напрямку села Стратіївка)

#### Вулиця Чапаєва
70 дворів у народі називають Борівка.

#### Вулиця Зелена
27 дворів у народі називають Когутівка. Корчмар на своїй будівлі до комина приладнав залізного півника (когутика), що крутився від вітру, приваблюючи до себе людей. Так і назвали поселення Когутівкою.

### Новоукраїнка
На південному сході від Попової Греблі на відстані двох кілометрів розташоване село-сателіт під гарною назвою Новоукраїнка з сотнею дворів. Саме із такою кількістю дворів село вступило в початок другої війни.
За спогадами 103-річної мешканки Новоукраїнки, Кравець Насті Федорівни, історія селища починається в 1926 р. Саме тоді державна земельна комісія виявила на південному сході від села Попова Гребля невраховану(?) велику земельну ділянку, розміром в кількасот гектарів. Було вирішено (ким?) частину її віддати під забудову. В 1928 р. на місцевості було визначено більше 100 ділянок розміром 33 сотки кожна (100x33 м). Крім того, господарям крайніх садиб додавалося ще до 10 соток як захисна зона.

## Пам'ятні місця

### Церкви

Церква збудувана 1990 р.

Єдиним громадським будинком у Поповій Греблі була церква. Дата її побудови невідома. 1863 р. її було розширено і перебудовано, у 1912 р. нижче старої церкви було побудовано нову цегляну церкву. На будівництво її використовувались кошти лише громади. Церква будувалась 15 років. Вартість церкви була 26000 золотом. Вартість церкви було визначено по відношенню до веребської церкви, побудованої у 1897 році. Коли на будівництво веребської церкви князь Орлов відпустив 1500 карбованців і відпустив ліс, то для будівництва церкви у Поповій Греблі не відпустив ані грошей, ані лісу. Відсутність допомоги князя пояснюється тим судовим процесом громади Попової Греблі з князем за землю у 1888 р. Отже, на будівництво другої цегляної церкви кожен двір повинен дати по 12 рублів золотом. Більшість селян не могла оплатити цю високу норму. У зв'язку з цим у селян забирались подушки з ліжка, щоб компенсувати вказану суму. Особливу діяльну підготовку у будівництві церкви проявив Олександр Підгарецький, що зібрав лише сам 8684 карбованці на церкву. Перед Подгарецьким довго служив проторій Феодосій Борщ (1852–1882 рр.). У 1882 р. він випадково отруївся. Отже, коли будівництво церквів у навколишніх селах проводився з допомогою князя Орлова, то селяни у Поповій Греблі будували за свій рахунок і довго пам'ятали судовий процес за землю.
Церкву зруйновано в середині 1930-х років.
Освячено місце для закладання підмурка під церкву 13 лютого 1990 року
Церкву відбудовано у 1990-х роках.

## Економіка
село належить до Подільського економічного району
Згідно з переписом по погосподарських книгах на 01.01.2012 року рахується 446 особистих селянських господарств, у яких в користуванні знаходяться присадибні ділянки в розмірі 405,8 га та утримується така домашня птиця та худоба:
- всього ВРХ — 293 голів, у тому числі:

- корів — 206 гол.,
- телиць від 1 до 2 років — 15 гол.,
- телиць від 2 років і старше — 8 гол.,

Поповогребельська сільська рада

- телят до 1 року — 64 гол.;

- свиней — 280 гол.,
- кіз — 48 гол.,
- коней — 37 гол.,
- птиці всіх видів — 2452 шт.,
- кролів — 82 гол.,
- бджолосімей — 259.

### Поповогребельська сільська рада
Сільський голова — Катеринич Віктор Васильович
Склад сільської ради:
- Виборчих округів — 16 чол.
- Депутатів сільської ради — 16 чол.
- Членів виконкому — 7 чол.

### Поповогребельське лісництво

Поповогребельське лісництво

Після банкрутства агрофірми «Нива» значну роль в економіці села відіграє Поповогребельське лісництво.
- Лісничий: Сокиринський Олександр Миколайович
- Помічник лісничого: Нагорний Юрій Флорович
- Бухгалтер лісництва: Сокиринська Юлія Григорівна
- Всіх працівників 21 чол., у тому числі 8 лісників та 2 майстри лісу.

За Поповогребельським лісництвом рахується 3008,7 га лісових насаджень.
Площа Поповогребельського лісництва становить 3726 га.
На його території ростуть трави, які занесені в Червону книгу, зокрема конвалія, сон-трава, лілія, королівські кучері, скополія, барвінок малий, підсніжник, серед дерев — берека.
З метою забезпечення підтримання екологічної рівноваги, збереження, відтворення і ефективного використання природних комплексів та об'єктів, які мають особливу природоохоронну, оздоровчу, історико-культурну, наукову, освітню та естетичну цінність, прискорення формування національної екологічної мережі був створений Національний природний парк «Кармелюкове Поділля» (робоча назва — «Південне Поділля»)
Національний природний парк «Кармелюкове Поділля» створено на площі 20203,4 гектарів за рахунок земель Торканівської сільської ради Тростянецького району, Бондурівської, Бритавської, Вербської, Демівської, Куренівської, Любомирської, Лузької, Стратіївської, Тартацької, Поповогребельської сільських рад та Чечельницької селищної рад Чечельницького району, ВОСКЛП «Віноблагроліс» та державного підприємства «Чечельницьке лісове господарство».

Поруч із селом знаходиться ботанічний заказник місцевого значення «Поповогреблянський».

### Сільськогосподарські підприємства
ТОВ «Ободівка Агро»
- Код ЄДРПОУ: 34928088
- Директор агрофірми: Солодкий Юрій Федорович

На орендованих землях висівають зернові і технічні культури.
Всього земель закріплених за ТОВ «Ободівка Агро» — 1418,0 га;
в тому числі : орендується земельних часток (паїв) — 731 пай.

### Торгівля та підприємництво
На території сільської ради працює 3 торгових точки.
Здійснюється заготівля молока з підсобних господарств громадян.

## Комунікації

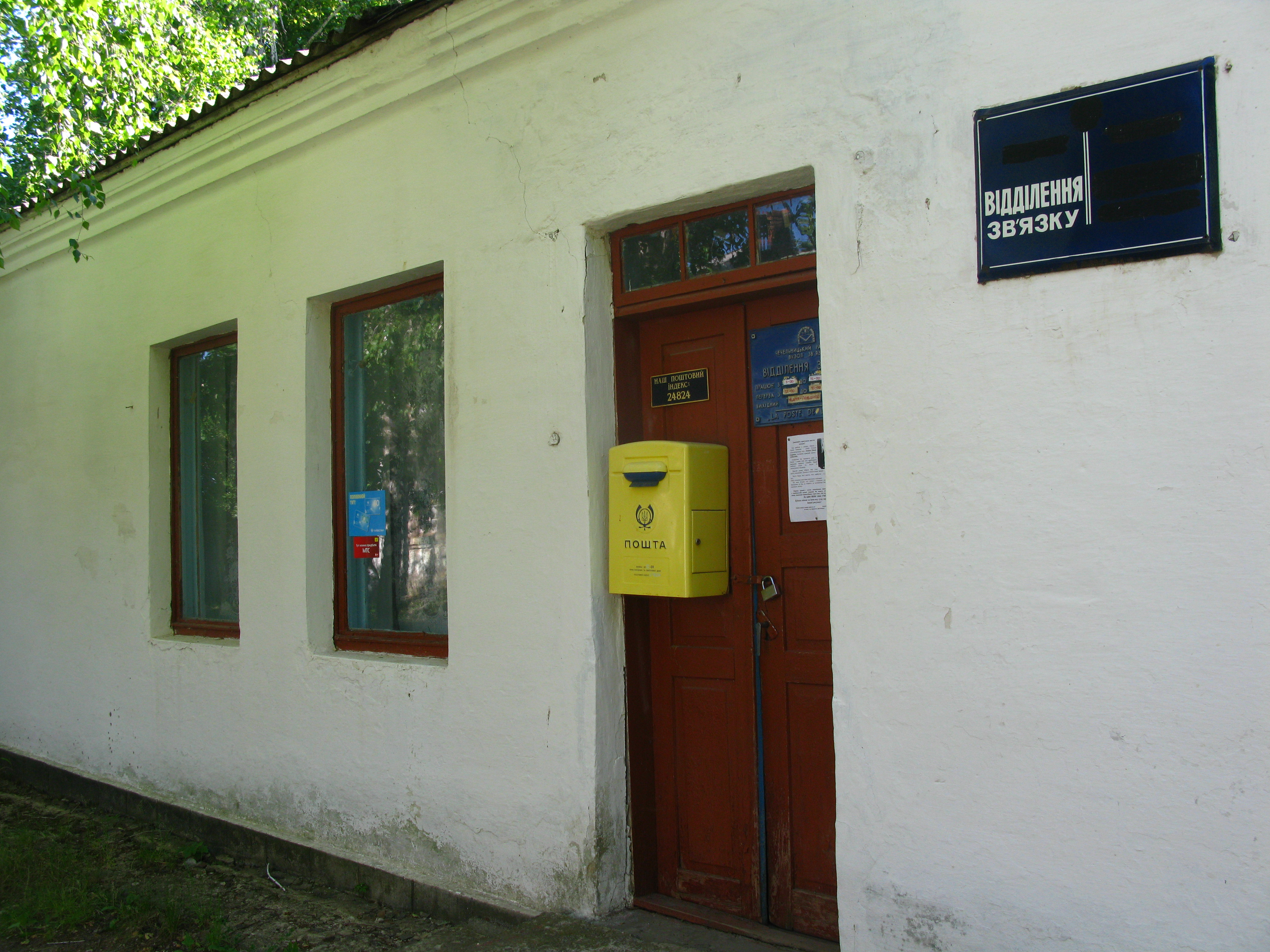
Відділення зв'язку

В межах села стабільно приймає «Київстар», частково село покрито мережею «МТС Україна». 
Через село двічі на день здійснюються автобусні рейси раз на день «Кодима-Вінниця», щосереди — «Ольгопіль-Попова Гребля». Але на повномасштабную війню і погані дороги, автобуси не ходять!

### Поповогребельське відділення зв'язку
Начальник відділення зв'язку — Кірюшкіна Віра Михайлівна
Листоноші: Семенова Наталія Мар'янівна, Мулько Наталія Євгеніївна, Безпалько Світлана Борисівна, Савенецька Надія Іванівна.

## Освіта

### Школа

Поповогребельська ЗОШ

Поповогребельська ЗОШ І-ІІІ ступенів
- Директор школи: Соколов Руслан Юрійович
- Заступник директора по навчальній частині: Морозов Олег Олександрович
- Заступник директора по позакласній роботі: Олійник Тамара Володимирівна

Працює вчителів — 8 чол.
Навчається дітей — 101 чол.
В шкільній їдальні працює 3 чол., проводиться одноразове гаряче безплатне харчування дітей.
Опалення — парове.

### Дитячий садок
Дитячий садок працює.
Кількість дітей дошкільного віку — 66 чол.

## Медицина

### Амбулаторія загальної практики сімейної медицини (АЗПСМ)
Графік роботи:
Робочі дні: з  понеділка по п'ятницю з 8:00 до 15:42;
Вихідні дні: субота, неділя.
Фельдшер АЗПСМ: Ільїн Олексій Петрович
Молодша медична сестра: Андріяш Світлана Григорівна
Опалення пічне.
Забезпеченість ліками першої необхідності — в достатній кількості з розрахунку трьох добового запасу.

### Аптека
Завідувач аптекою: Ільїн Олексій Петрович
Опалення пічне.

### Ветеринарний пункт
На території села працює ветеринарний пункт.
Завідувач ветеринарним пунктом: Гончар Василь Іванович.

## Культура

Будинок культури

Директор будинку культури: парелюлько Сергій іванович
Художній керівник будинку культури: краснянский Петро Іванович діджей мулько Роман олександровис
Працівники культури проводять різноманітні тематичні масові заходи щодо організації дозвілля людей та молоді, свята, концерти самодіяльних колективів.
- Два рази на тиждень проводиться дискотека.з18-00 до23-00

- Працює гурток художньої самодіяльності.

- Беруть участь у проведенні всіх районних та загально сільських свят.

Опалення пічне.

### Бібліотеки
Сільська бібліотека у будинку культури
Бібліотекар: Зьомко Зінаїда Петрівна

### Парки
- Біля стадіону парк пам'яті загиблих у війні, посаджений до 50 річниці Дня перемоги
- дендрологічний парк біля школи

### Спорт
Стадіон серед села і ще біля школи

### Футбол
Шкільна команда з футболу:
- 2009 — перше місце у районі
- 2010 — перше місце у районі
- 2011 — третє місце у районі

### Народні звичаї
У селі досі широко побутує новорічний обряд «цигани» на свято «Маланки», що вважається головним святом села, зберегло
багато архаїчних рис цієї обрядової події, а саме: урочистий поздоровчий обхід села,
маскарадні групи, наявність в них травестованих персонажів двох типів, ритуальні
удари спеціальними знаряддями — «файдами», ритуальна мова, спів, танець, прикраса головних уборів, «файфа»
тощо.

## Природно-заповідний фонд
- Національний природний парк «Кармелюкове Поділля»
- Ботанічна пам'ятка природи загальнодержавного значення «Ромашково»
- Ботанічний заказник місцевого значення «Червоногреблянський»
- Ботанічна пам'ятка природи «Бабійове»